# Prodysderina
Genre
Prodysderina est un genre d'araignées aranéomorphes de la famille des Oonopidae.

## Distribution
Les espèces de ce genre se rencontrent au Venezuela et en Colombie.

## Liste des espèces
Selon World Spider Catalog (version 15.0, 2014) :
- Prodysderina armata (Simon, 1893)
- Prodysderina filandia Platnick, Dupérré, Berniker & Bonaldo, 2013
- Prodysderina janetae Platnick, Dupérré, Berniker & Bonaldo, 2013
- Prodysderina megarmata Platnick, Dupérré, Berniker & Bonaldo, 2013
- Prodysderina otun Platnick, Dupérré, Berniker & Bonaldo, 2013
- Prodysderina piedecuesta Platnick, Dupérré, Berniker & Bonaldo, 2013
- Prodysderina rasgon Platnick, Dupérré, Berniker & Bonaldo, 2013
- Prodysderina rollardae Platnick, Dupérré, Berniker & Bonaldo, 2013
- Prodysderina santander Platnick, Dupérré, Berniker & Bonaldo, 2013

## Taxinomie
Ce nom de genre a été utilisé par Margareta Dumitrescu et Maria Georgescu en 1987, en l'absence de désignation d'une espèce-type il est considéré comme un nomen nudum.

## Publication originale
- Platnick, Dupérré, Berniker & Bonaldo, 2013 : The goblin spider genera Prodysderina, Aschnaoonops, and Bidysderina (Araneae, Oonopidae). Bulletin of the American Museum of Natural History, no 373, p. 1-102 (texte intégral).